# Лексика
Лексика (от старогръцки: λεξικόν – речник) е събирателно понятие за всички думи, употребявани в даден език.
Думите имат граматично и лексикално значение. Затова езикът е съставен от лексикална система и граматична система. Лексиката бива система от речникови единици, предоставя езиковия материал, който в граматиката се организира по формообразувателните и синтагматичните правила на езиковата система. Думите могат да имат повече от едно лексикално (семантично) значение.
Лексика е термин, използван в езикознанието, който има два основни значения:
- Речниковият състав на езика, т. е. всички думи, изрази и фразеологизми, които са част от даден език.
- Съвкупност от думи, групирани според употребата си в някаква област на живота, в някакъв период от развитието на езика или според стилистичните и експресивните си особености.

Лексиката е част от езиковите норми. Лексикалната норма са включените в речевата практика употреби, при които речниковото значение на думите се проявява.